# Rue Gendebien
Pour les articles homonymes, voir Gendebien.
La rue Gendebien (en néerlandais : Gendebienstraat) est une rue bruxelloise de la commune de Schaerbeek qui va de la rue Gaucheret à la rue du Progrès.
La numérotation des habitations va de 1 à 29 pour le côté impair et de 2 à 32 pour le côté pair.
La rue porte le nom d'un homme politique belge, Alexandre Gendebien, né à Mons le 4 mai 1789 et décédé à Bruxelles le 6 décembre 1869. Il s'agit donc ici de l'avocat montois, Alexandre Gendebien, qui participa à la révolution belge de 1830 et non de son fils Victor Gendebien, ancien bourgmestre de Schaerbeek.

## Adresse notable
- no 9 : Paroisse de Sainte Tamara